# Glenn Hunter (acteur)
Pour les articles homonymes, voir Hunter et Glenn Hunter.
Glenn Hunter est un acteur américain né le 26 septembre 1894 à Highland Falls (New York) et mort le 30 décembre 1945 à New York dans Le Bronx.
Dans les années 1920 et 1930, il fut un acteur très populaire sur les scènes des théâtres du Nouveau Monde.

## Filmographie partielle
- 1921 : The Case of Becky de Chester M. Franklin
- 1922 : The Country Flapper de F. Richard Jones
- 1922 : La Victoire du cœur (Smilin' Through) de Sidney Franklin
- 1922 : West of the Water Tower de Rollin S. Sturgeon
- 1923 : Second Fiddle de Frank Tuttle
- 1923 : Youthful Cheaters de Frank Tuttle
- 1924 : The Silent Watcher de Frank Lloyd
- 1924 : Grit de Frank Tuttle
- 1925 : The Pinch Hitter
- 1926 : The Little Giant de William Nigh